# Musikåret 1946

## Händelser
- 24 januari – Igor Stravinskijs Symfoni i tre satser uruppförs av New York Philharmonic under tonsättarens ledning.
- 8 februari – Béla Bartóks Pianokonsert nr 3 uruppförs postumt av György Sándor med Philadelphia Orchestra under ledning av Eugène Ormándy.
- 9 oktober - Birgit Nilssons operadebut, Kungliga Operan, som Agathe i Webers Friskytten.

- okänt datum – Odeons billighetsskivmärke Scala slutar säljas.[1]

## Priser och utmärkelser
- Medaljen för tonkonstens främjande – Olof Lidner

## Årets singlar & hitlåtar
Vänligen sortera soloartister på efternamn, musikgrupper på förstabokstaven (utan engelskans "The" och "A")
- Lionel Hampton & His Orchestra – Hey! Ba-Ba-Re-Bop[2]
- Bertil Boo – Sången om Warszawa
- Bertil Boo – Violer till Mor

## Klassisk musik
- Charles Ives – Den obesvarade frågan

## Publicerad musik
- En dörr på glänt av Fritz Gustaf Sundelöf och Eric Frykman

## Årets sångböcker och psalmböcker
- Evert Taube – Svärmerier[3]

## Födda
- 3 januari – John Paul Jones, brittisk musiker, medlem i Led Zeppelin.
- 4 januari – Arthur Conley, amerikansk soulsångare.
- 6 januari – Syd Barrett, brittisk gitarrist, sångare och låtskrivare, medlem i Pink Floyd.
- 8 januari – Robbie Krieger, amerikansk musiker, gitarrist i The Doors.
- 19 januari – Aynsley Dunbar, brittisk trummis, medlem i Jefferson Starship och Journey.
- 11 januari – Naomi Judd, amerikansk countrysångare och låtskrivare.
- 12 januari – Cynthia Robinson, amerikansk musiker, medlem i Sly and the Family Stone.
- 16 januari – Katia Ricciarelli, italiensk sopran.
- 19 januari – Dolly Parton, amerikansk skådespelare och sångare.
- 20 januari – Ola Magnell, svensk sångare, låtskrivare och gitarrist.
- 22 januari
  - Olov Franzén, svensk tonsättare och cellist.
  - Malcolm McLaren, brittisk konstnär, författare och musiker.
- 31 januari – Terry Kath, amerikansk gitarrist, medlem i Chicago.
- 6 februari – Claes af Geijerstam, svensk musiker, discjockey, kompositör och radioman.
- 6 februari – Kate McGarrigle, kanadensisk singer-songwriter.
- 12 februari – Rolf Sersam, svensk pianist och kompositör.
- 13 februari – Peter Tork, amerikansk sångare, gitarrist, pianist och skådespelare, medlem i The Monkees.
- 1 mars – Tony Ashton, engelsk rockmusiker, kompositör, sångare, producent och konstnär.
- 6 mars – David Gilmour, brittisk musiker, gitarrist och sångare i Pink Floyd.
- 7 mars – Matthew Fisher, brittisk musiker och producent, medlem i Procol Harum.
- 8 mars – Randy Meisner, amerikansk basist och sångare, medlem i Eagles.
- 12 mars – Liza Minnelli, amerikansk skådespelare och sångare.
- 21 mars – Ray Dorset, brittisk sångare, kompositör, sångtextförfattare och musiker (gitarr), medlem i Mungo Jerry.
- 27 mars – Andrew Bown, brittisk pianist, medlem i The Herd och Status Quo.
- 1 april – Ronnie Lane, engelsk musiker, medlem i Small Faces.
- 3 april – Dee Murray, brittisk basist. medlem i Elton John Band.
- 10 april – Mikael Wiehe, svensk musiker.
- 13 april – Al Green, amerikansk sångare.
- 16 april – Pēteris Vasks, lettisk tonsättare och musiker.
- 17 april – Bill Kreutzmann, amerikansk trumslagare och slagverkare, medlem i Grateful Dead.
- 19 april – Tim Curry, brittisk skådespelare och sångare.
- 2 maj – Lesley Gore, amerikansk sångare.
- 10 maj
  - Donovan, brittisk musiker.
  - Dave Mason, brittisk sångare, gitarrist och låtskrivare, medlem i Traffic.
  - Graham Gouldman, brittisk låtskrivare och musiker, medlem i 10cc.
- 16 maj – Robert Fripp, brittisk gitarrist.
- 20 maj – Cher, amerikansk skådespelare och sångare.
- 27 maj – Niels-Henning Ørsted Pedersen, dansk jazzbasist.
- 5 juni – Freddie Stone, afroamerikansk musiker, medlem i Sly and the Family Stone.
- 9 juni – Tommy Zwedberg, svensk tonsättare.
- 10 juni – Millie Small, jamaicansk sångare.
- 15 juni – Demis Roussos, grekisk sångare.
- 18 juni – Maria Bethânia, brasiliansk sångare.
- 20 juni – Anne Murray, kanadensisk countrysångare.
- 29 juni – Gitte Hænning, dansk sångare.
- 30 juni – Iain Matthews, brittisk musiker.
- 7 juli – Fancy, tysk musiker.
- 9 juli – Bon Scott, brittisk sångare, medlem i AC/DC.
- 15 juli – Linda Ronstadt, amerikansk sångare.
- 21 juli – Peter Lyne, engelsk-svensk tonsättare och musikpedagog.
- 22 juli – Mireille Mathieu, fransk sångare.
- 23 juli – Andy Mackay, brittisk musiker och låtskrivare, medlem i Roxy Music.
- 25 juli – Rita Marley, jamaicansk sångare.
- 30 juli – Jeffrey Hammond, brittisk musiker och konstnär, medlem i Jethro Tull.
- 31 juli
  - Bob Welch, amerikansk sångare och gitarrist, medlem i Fleetwood Mac.
  - Gary Lewis, amerikansk sångare och trummis, medlem i Gary Lewis and the Playboys.
- 5 augusti – Jimmy Webb, amerikansk musiker, sångare och kompositör.
- 14 augusti – Larry Graham, amerikansk sångare, musiker och låtskrivare, medlem i Sly and the Family Stone.
- 20 augusti – Ralf Hütter, tysk musiker, sångare i Kraftwerk.
- 23 augusti – Keith Moon, brittisk trummis och sångare, medlem i The Who.
- 1 september
  - Greg Errico, amerikansk musiker och producent, medlem i Sly and the Family Stone.
  - Barry Gibb, australisk sångare i The Bee Gees.
- 5 september
  - Anders Forsslund, svensk musikartist.
  - Freddie Mercury, brittisk musiker, sångare i Queen.
  - Buddy Miles, amerikansk trummis.
  - Loudon Wainwright III, amerikansk singer-songwriter.
- 9 september
  - Billy Preston, amerikansk soulmusiker (sångare och klaviaturspelare) och kompositör.
  - Bruce Palmer, kanadensisk basist, medlem i Buffalo Springfield.
- 19 september – John Coghlan, brittisk trummis, medlem i Status Quo.
- 24 september – Jerry Donahue, amerikansk countrygitarrist, medlem i Hellecasters.
- 28 september – Helen Shapiro, brittisk popsångare.
- 14 oktober
  - Justin Hayward, brittisk musiker, gitarrist och kompositör, medlem i The Moody Blues.
  - Dan McCafferty, brittisk musiker, sångare, medlem  Nazareth.
- 15 oktober – Richard Carpenter, amerikansk popmusiker, låtskrivare och producent, medlem i The Carpenters.
- 18 oktober – Howard Shore, kanadensisk kompositör av filmmusik.
- 19 oktober – Keith Reid, brittisk musiker och låtskrivare, medlem i Procol Harum.
- 21 oktober – Lee Loughnane, amerikansk trumpetare, medlem i Chicago.
- 29 oktober – Peter Green, brittisk bluesgitarrist, låtskrivare och sångare, medlem i Fleetwood Mac.
- 30 oktober
  - René Jacobs, flamländsk dirigent och sångare.
  - Chris Slade, brittisk trummis, medlem i AC/DC och Manfred Mann's Earth Band.
- 5 november – Gram Parsons, amerikansk countryartist.
- 8 november – Roy Wood, brittisk låtskrivare och rockmusiker, medlem i The Move och Wizzard.
- 17 november – Martin Barre, brittsik rockmusiker, medlem i Jethro Tull.
- 20 november – Duane Allman, amerikansk rock- och bluesgitarrist, medlem i The Allman Brothers Band.
- 22 november – Aston Barrett, jamaicansk basist och rastafari.
- 24 november – Bev Bevan, brittisk trummis, medlem i Electric Light Orchestra och Black Sabbath.
- 29 november – Eamonn Campbell, irländsk sångare och gitarrist , medlem i The Dubliners.
- 1 december – Gilbert O'Sullivan, irländsk sångare och kompositör.
- 5 december – José Carreras, spansk (katalansk) tenor.
- 14 december – Jane Birkin, brittisk-fransk skådespelare och sångare.
- 15 december – Carmine Appice, amerikansk rocktrummis, medlem i Vanilla Fudge och Cactus.
- 16 december
  - Benny Andersson, svensk musiker och låtskrivare, medlem i Abba.
  - Trevor Pinnock, brittisk dirigent, cembalist, organist och pianist.
- 20 december – Peps Persson, svensk musiker.
- 21 december – Carl Wilson, amerikansk popmusiker, medlem av The Beach Boys.
- 23 december – Edita Gruberová, slovakisk koloratursopran.
- 24 december – Jan Akkerman, holländsk gitarrist, medlem i Focus.
- 25 december – Jimmy Buffett, amerikansk countrysångare och låtskrivare.
- 27 december – Lenny Kaye, amerikansk gitarrist, kompositör och låtskrivare, medlem i Patti Smith Group.
- 28 december – Edgar Winter, amerikansk musiker.
- 29 december – Marianne Faithfull, brittisk sångare och skådespelare.
- 30 december – Patti Smith, amerikansk musiker.

## Avlidna
- 18 januari – Lew Pollack, 50, amerikansk kompositör och sångtextförfattare.
- 4 mars – Gustaf Hjalmar Heintze, 66, svensk organist och pianopedagog.
- 5 april – Vincent Youmans, 47, amerikansk musikalkompositör.
- 2 maj – Steinar Jøraandstad, 40, norsk skådespelare och sångare.
- 1 juni – Leo Slezak, 72, österrikisk skådespelare, operett-, opera- och liedersångare.
- 8 juli – Ulla Billquist, 38, svensk populärsångare.
- 10 juli – Björn Schildknecht, 41, svensk kompositör och kapellmästare.
- 31 augusti – Paul von Klenau, 63, dansk kompositör och dirigent.
- 3 september – Moriz Rosenthal, 83, österrikisk pianist.
- 4 september – Paul Lincke, 79, tysk kompositör, teaterkapellmästare och musikförläggare.
- 16 september – Mamie Smith, 63, afroamerikansk sångare och skådespelare.
- 16 oktober – Granville Bantock, 78, brittisk kompositör och dirigent.
- 14 november – Manuel de Falla, 69, spansk kompositör.
- 24 november – Augusta von Otter, 77, svensk kompositör.
- 25 november – Birger Anrep-Nordin, 58, svensk musiklärare, organist och kompositör.

### Fotnoter
1. ↑  ”78:or & film”. http://78-varv.atspace.cc/scala.htm. Läst 3 juni 2011.
2. ↑  ”Låtar du trodde var svenska”. Arkiverad från originalet den 26 oktober 2013. https://web.archive.org/web/20131026075436/http://gotiskaklubben.wordpress.com/2013/09/22/latar-du-trodde-var-svenska/. Läst 22 mars 2011.
3. ↑  ”Evert Taubes visböcker med innehåll”. http://www.abc.se/~m8169/taube/taubevis.html. Läst 23 mars 2011.